# Orijentacijski klub Vihor Zagreb
Orijentacijski klub „Vihor“ iz Zagreba okuplja natjecatelje i rekreativce u raznim disciplinama orijentacijskog športa.

## Povijest
Orijentacijski klub „Vihor“ kao klub djeluje od 2002., ali njegova aktivnost seže u prošlost i 1969. godinu od kada su orijentacisti djelovali u sklopu planinarskog društva „Vihor“. 
Orijentacijska sekcija u društvu osnovana je 1985. godine, a razvoj sporta rezultirao je osnivanjem kluba. 
U proteklih 30 i više godina ostvareni su mnogi značajni rezultati, a članovi kluba nastupali su kao reprezentativci na svim značajnijim svjetskim natjecanjima. Članovi nose i niz medalja s prvenstava Hrvatske u klasici, kratkim stazama, štafeti, sprintu, dugim stazama, ekipnoj i noćnoj orijentaciji. Član kluba je i Zdenko Horjan, prvi osvajač hrvatske medalje (srebro) na Svjetskom prvenstvu u preciznoj orijentaciji održanom u češkom Olomoucu 2008. godine. 
Klub je bio i desetak puta ekipni prvak Hrvatske te višestruki viceprvak države i još uvijek je najbrojniji klub po članovima u Hrvatskoj.

## Sudjelovanje na natjecanjima
Klub je ekipni prvak Hrvatske pobjedama u Kupu Hrvatske od 2007. do 2015. godine te od 2017. do 2019. godine. Kup godišnje čini 10 i više natjecanja s 20 dobnih skupina na svakom natjecanju. 2016. se klub odrekao titule prvaka Hrvatske kako bi zaštitio svoje članove od nastupa na natjecanju koje se održavalo u blizini minski sumnjivog područja. Ne odlaskom na navedno natjecanje, klub je propustio jednu utrku za Kup Hrvatske čime je izgubio i titulu prvaka. Nažalost povijest se ponovila i 2020. kada je klub izgubio titulu prvaka Hrvatske jer mu je trećina zdravih članova na zadnja četiri natjecanja morala biti u izolaciji radi pandemije COVID-19 virusom. Do tog trenutka klub je bio vodeći u Kupu Hrvatske. 2021. godine klub je ponovno osvojio titulu najboljeg kluba Hrvatske. 
Orijentacijski klub „Vihor“ godišnje nastupa na nešto više od 30 natjecanja u Hrvatskoj i još toliko u inozemstvu. Na svakom natjecanju nastupa pod svojim imenom i natjecatelji nastupaju u dresovima kluba. Unutar kluba nalaze se i reprezentativci Hrvatske u orijentacijskom trčanju, orijentaciji na brdskim biciklima i preciznoj orijentaciji. Njihovi nastupi prate se kroz Zagrebački športski savez (Savez sportova grada Zagreba), Planinarski savez Zagreba, Hrvatski orijentacijski savez i Hrvatski olimpijski odbor.

## Organizacija natjecanja
Klub je do sada organizirao više od 150 natjecanja.
Više od deset godina klub organizira i niz natjecanja za djecu predškolskog uzrasta. Natjecanja se odvijaju na lako pristupačnim terenima ili parkovima, a prilagođena su najmlađem uzrastu. Staza je u potpunosti označena vidljivim oznakama po terenu, a po želji roditelji mogu pratiti svoje dijete. Kontrolne točke obilježene su likovima iz animiranih filmova. Na kraju natjecanja svi sudionici dječjeg natjecanja dobivaju prigodnu nagradu bez obzira na ostvareni rezultat. Na dječjim natjecanjima nastupilo je do sada po natjecanju i preko 200 najmlađih natjecatelja u rasponu od 1 – 12 godina. Zahvaljujući velikom odazivu djece i podršci roditelja 2002. godine uveden je i Ačkov dječji kup koji je pratio rezultate najmlađih natjecatelja kroz sezonu.
Ačkov kup – Memorijal Stipice Mesića održava se u znak sjećanja na mladog orijentacistu i planinara, Stipicu Mesića – Ačka, koji je tragično stradao 1978. godine pri alpinističkom usponu u slovenskim Alpama. Ačkov kup se do sada održao 40. puta, a najveći broj natjecatelja ostvaren je 2002. godine u Zaprešiću kada je nastupilo više od 290 natjecatelja. Osim domaćih natjecatelja bilježimo i česte nastupe natjecatelja iz inozemstva: Slovenije, Austrije, Finske, Švedske, Norveške itd. Na natjecanju su nastupali mnogi nositelji odličja sa seniorskih i juniorskih svjetskih prvenstava, a treba izdvojiti nastupe cijele finske reprezentacije.
Otvoreno prvenstvo Zagreba - Zagreb open je natjecanje koje se počelo organizirati još 2000. godine. Prvih nekoliko godina glavna karakteristika mu je bio start u užem središtu grada (Trg Bana Josipa Jelačića, Cvjetni trg...), a cilj u parku Ribnjak. Kroz godine lokacija se mijenjala, no ideja natjecanja je ostala ista. Natjecanje je prvenstveno uz sportski dio programa imalo i vrijednost u približavanju sporta širem broju ljudi, popularizaciji novih disciplina i privlačenje novih zainteresiranih osoba u ovaj obiteljski sport.
Kao klub koji redovito prati inovativne trendove u Svijetu, klub se priključio i inicijativi organizacije Svjetskog dana orijentacije (World Orienteering Day) koji je po prvi puta održan 11. svibnja 2016. godine s 252.927 učesnika na 2013 lokacija u 81 zemlji u Svijetu. Klub je istovremeno organizirao tri događanja u Zagrebu u osnovnoj školi "Ivan Goran Kovačić" na Šalati, tehničkoj školi "Ruđer Bošković" te geodetskoj tehničkoj školi gdje su sudjelovati mogli i svi zainteresirani građani. Već iduće godine 2017. klub je proširio broj lokacija te uz postojeće tri dodaje i još lokaciju pored dječjeg vrtića "Zvončić" u Voltinom naselju u Zagrebu. Te godine se Svjetski dan orijentacije održao u 79 zemalja na 2265 lokacija s 288 007 učesnika.
2017. godine klub je organizirao i trodnevno natjecanje u Egiptu u ljetovalištu Sharm El Sheikh. Natjecanje se bodovalo za Svjetsku rang listu, a u sklopu natjecanja održane su tri utrke u orijentacijskom trčanju i jedna utrka u preciznoj orijentaciji. Uz samo natjecanje članovi kluba održali su i višednevni seminar iz precizne orijentacije na kojem su bili natjecatelji iz Egipta, Saudijske Arabije i Belgije. Organizacijske sposobnosti članova kluba prepoznate su i pokazanim povjerenjem 2017. godine kada su članovi pozvani za pomognu organizaciju Svjetskog prvenstva u preciznoj orijentaciji koje se održavalo u Litvi. 
Nastavak međunarodnog povjerenja u 2018. rezultirao je uspješnom organizacijom Mediteranskog prvenstva u Alexandriji u Egiptu gdje su članovi kluba bili glavni organizatori čak pet natjecanja i službenog treninga. Tri natjecanja održana su u grani orijentacijskog trčanja, a dva u grani precizne orijentacije. Natjecanja u preciznoj orijentaciji bila su ujedno prva organizirana natjecanja u Svijetu u povijesti koja su se bodovala za svjetsku rang listu te prva natjecanja u preciznoj orijentaciji na afričkom kontinentu.
OK Vihor je dobio i organizaciju natjecanja za City race Euro tour koji je uspješno organizirao 2019. godine u Zagrebu. Prvenstvo jugoistočne Europe koje je trebao organizirati 2020. godine odgođeno je za 2021. radi pandemije COVID-19 virusom.
2021. godine OK Vihor je organizirao Prvenstvo jugoistočne Europe u orijentacijskom trčanju za seniore, juniore, kadete i veterane (SEEOC i SEEMOC) na kojem je sudjelovalo oko 500 natjecatelja. Prvenstvo se održalo u četiri discipline: sprint, srednje staze, duge staze i štafeta. Uz navedeno prvenstvo održano je i petodnevno natjecanje "21. Zagreb Open". Natjecanja su održana u Zagrebu, Sesvetskom kraljevcu, Karlovcu i Vukšinom Šipku. Najbolji rezultate Hrvata ostvarili su Matija Razum osvajanjem drugog mjesta u najjačoj seniorskoj kategoriji u disciplini sprinta te štafeta kadetkinja u sastavu Majda Vidaković, Dora Vukelić i Paola Rako koja je također bila druga.

## Škola orijentacije
Škola orijentacije OK „Vihor“ ima svoju dugogodišnju tradiciju. Na školi se uz osnove orijentacije održavaju i tematska predavanja vezana uz prehranu natjecatelja, teoriju treninga, prvu pomoć i medicinu, crtanje karata, tehniku i taktiku orijentacije te upotrebu kompasa. Uz teoretska predavanja klub organizira i niz treninga i vježbi za polaznike škole. Škola je otvorena za sve uzraste i spolove i organizira se jednom godišnje u proljeće. Osim klasične škole orijentacije, klub organizira i malu školu orijentacije te mini malu školu gdje sport približava učenicima i mlađim dobnim uzrastima. Predavači kluba predaju osnove orijentacije i na nizu tečaja te na Kineziološkom fakultetu.

## Rezultati
Proteklih 30 godina kroz rad orijentacijske sekcije te OK Vihor ostvareni su mnogi značajni sportski rezultati. Članovi kluba nose i niz medalja s prvenstava Hrvatske u svim orijentacijskim disciplinama. Klub je nekoliko godina za redom ekipni prvak Hrvatske te višestruki viceprvak, a do sada je organizirao više stotina orijentacijskih natjecanja.
Članovi OK Vihor ostvaruju iznimne uspjehe i na svjetskim natjecanjima, pri čemu se posebice ističu vrhunski reprezentativni nastupi u preciznoj orijentaciji. Dva člana kluba osvajači su ekipne srebrne medalje na Svjetskom prvenstvo u preciznoj orijentaciji 2013. te ekipne brončane medalje 2012. Članovi kluba su i u 2014. i 2015. osvajali odličja na Svjetskim prvenstvima u preciznoj orijentaciji pa su tako u Italiji 2014. bili zlatni u ekipnoj konkurenciji (Zdenko Horjan i Ivica Bertol), a 2015. srebrni (Ivica Bertol i Tomislav Varnica) na Svjetskom prvenstvu koje se održalo u Zagrebu i Karlovcu. 2015. je osvojena i pojedinačna srebrna medalja u kategoriji para u preciznoj orijentaciji (Ivica Bertol). 2016. na Europskom prventvu u Češkoj Zdenko Horjan je bio četvrti, a Iva Lovrec je iste godine na Svjetskom prvenstvu u Švedskoj također bila četvrta. Vrhunski rezultati ostvareni su i na prvenstvima jugoistočne Europe, primjerice 2012. jedna zlatna medalja, dvije srebrne i jedna brončana medalja u raznim disciplinama. Uspjesi su nastavljeni i 2013. kroz osvajanje po jedne zlatne i srebrne medalje. 
Potvrda sportskih uspjeha, ali i kvalitetnog rada na promociji orijentacijskog sporta i organizaciji natjecanja dobivena je dodjeljivanjem domaćinstva Svjetskog prvenstva u preciznoj orijentaciji za 2015. godinu Hrvatskoj, pri čemu je OK Vihor imenovan glavnim organizatorom natjecanja. Članovi kluba organizirali su i prvenstvo Mediterana u Alexandriji u Egiptu u sklopu kojeg su organizirali i povijesna prva dva natjecanja u Svijetu u preciznoj orijentaciji. U 2017. i 2018. u Egiptu (Sharm El Sheikh i Alexandria) su na poziv Egipatskog orijentacijskog saveza organizirali šest natjecanja u orijentacijskom trčanju, tri natjecanja u preciznoj orijentaciji i dva službena treninga te seminar iz precizne orijentacije.
Jedan od glavnih temelja navedenih uspjeha OK Vihor je kontinuiran i intenzivan rad s djecom i mladima u čemu je OK Vihor najaktivniji orijentacijski klub u Hrvatskoj. Klub godišnje organizira veliki broj dječjih utrka, od čega su brojne tematske kao što je utrka Sv. Nikole., Od 2011. godine klub  organizira Malu školu orijentacije namijenjenoj učenicima viših razreda osnovne škole. Veliki broj mladih članova kluba uspješni su hrvatski reprezentativci sa značajnim uspjesima na brojnim natjecanjima u inozemstvu. Jedna od utrka u organizaciji OK Vihor u 2013. bila je i utrka za osnovne i srednje škole u sklopu "Dana otvorenih vrata gradske četvrti Medveščak i Gornji Grad", pri čemu je posebno važno istaknuti i sudjelovanje korisnika Centra za rehabilitaciju Zagreb. 
Klub je i inicijator održavanja "Svjetskog dana orijentacije - WOD" u Zagrebu te je 2016. s organizacijom tri događanja istovremeno privukao više od 600 sudionika, a idućih godina organizaciju je širio i na vrtiće. Do sada su članovi kluba WOD organizirali na pet različitih lokacija u Zagrebu.

## Dječje utrke
Jedna od izuzetno bitnih komponenti djelovanja kluba je organizacija posebnih dječjih utrka, na kojima je omogućeno sudjelovanje svoj djeci, ne samo članovima klubova u čemu je OK Vihor najaktivnijih klub u Hrvatskoj. Kvaliteta i značaj tih utrka očituje se u vrlo velikom broju malih sudionika koji se povećava iz utrke u utrku te na nekima od njih ima i skoro tristo malih natjecatelja. Iskustvo pokazuje da većina djece nakon svog prvog sudjelovanja na takvoj utrci željno iščekuje novu utrku, te sami potiču roditelje, bake i djedove da ih ponovo prijave. Najveća vrijednost tih utrka je sudjelovanje djece stare od svega nekoliko mjeseci pa do 12 godina, a u utrci im se često pridružuju roditelji i drugi članovi obitelji. Klub dječje utrke organizira na brojnim lokacijama u Zagrebu i van njega. Posebno veselje kod djece izazivaju neobične tematske utrke koje klub redovno organizira za blagdan Uskrsa i sv. Nikole te za Noć vještica, pune zanimljivih detalja i likova iz dječje mašte i bajki koje djeca pronalaze u šumi. Posebice treba istaknuti utrku Crvenkapica koju samostalno organiziraju mladi članovi kluba.

## Orijentacijske karte
Orijentacijske karte klub izrađuje za vlastite i tuđe potrebe. Izrada orijentacijskih karata zahtjevan je i dugotrajan posao koji iziskuje posebna znanja i adekvatnu opremu. Do sada je klub kartirao više od 30 različitih terena u Hrvatskoj. Dio terena izrađen je od strane vlastitog članstva, a za dio terena korišteni su crtači karata iz inozemstva. Sve karte su u skladu s međunarodnim standardima IOF-a (ISSOM, ISSOM...). Kao veliki uspjeh i priznanje radu kluba ističe se i da je klub karte za organizaciju Svjetskog prvenstva u preciznoj orijentaciji 2015. godine samostalno izradio. Sve karte crtala je Ivana Gobec (Maksimir, Sesvete, Blato, Karlovac). Za potrebe izrade karata klub se koristi programima poput: OCAD-a, AutoCADa, Open Mappera... Ivana Gobec dorađivala je i izradila niz karata u Hrvatskoj, a 2017. i 2018. i u Egiptu.

## Učlanjenje
Član kluba postaje se uplatom godišnje članarine. Godišnja članarina se može uplatiti na sastanku u klubu ili putem računa.
Uplatom članarine članovi dobivaju mogućnost besplatnog sudjelovanja u zajedničkim kondicijskim treninzima, zajedničkim orijentacijskim treninzima, pravo da plaćaju plaćanje strartninu po povlaštenoj cijeni (prema pravilniku Hrvatskog orijentacijskog saveza), te mogućnost ostvarivanja popusta kod određenih sponzora.
Osobe koje se žele učlaniti mogu kontaktirati klub putem elektronske pošte ili telefona, a učlaniti se može tijekom cijele godine.

## Školovanje
Osim internog školovanja putem tečaja i orijentacijske škole kluba te Hrvatskog orijentacijskog saveza, članovi kluba školovani su i na Kineziološkom fakultetu, Hrvatskoj Olimpijskoj Akademiji i kroz tečajeve međunarodne orijentacijske federacije (IOF). U klubu su odškolovani i međunaordni savjetnici za velika svjetska natjecanja u disciplinama precizne orijentacije (Ivana Gobec, Ivica Bertol i Damir Gobec), MTB orijentacije (Ivica Bertol) i orijentacijskog trčanja (Ivana Gobec, Neda Punek Gobec,Tomislav Varnica, Karlo Gobec i Damir Gobec). 

## Vanjske poveznice
- Službena stranica